# Culturgal
Culturgal ou Cultur.gal é a Feira das Indústrias Culturais da Galiza, realizada desde 2007 na cidade de Pontevedra; algumas atividades ligadas ao festival foram também realizadas na Corunha e em Vigo. Nasceu com o objectivo de promover, apoiar e reforçar a acção cultural que se realiza na Galiza e, também, realçar o valor social e económico dessa acção cultural.

## Organizadores

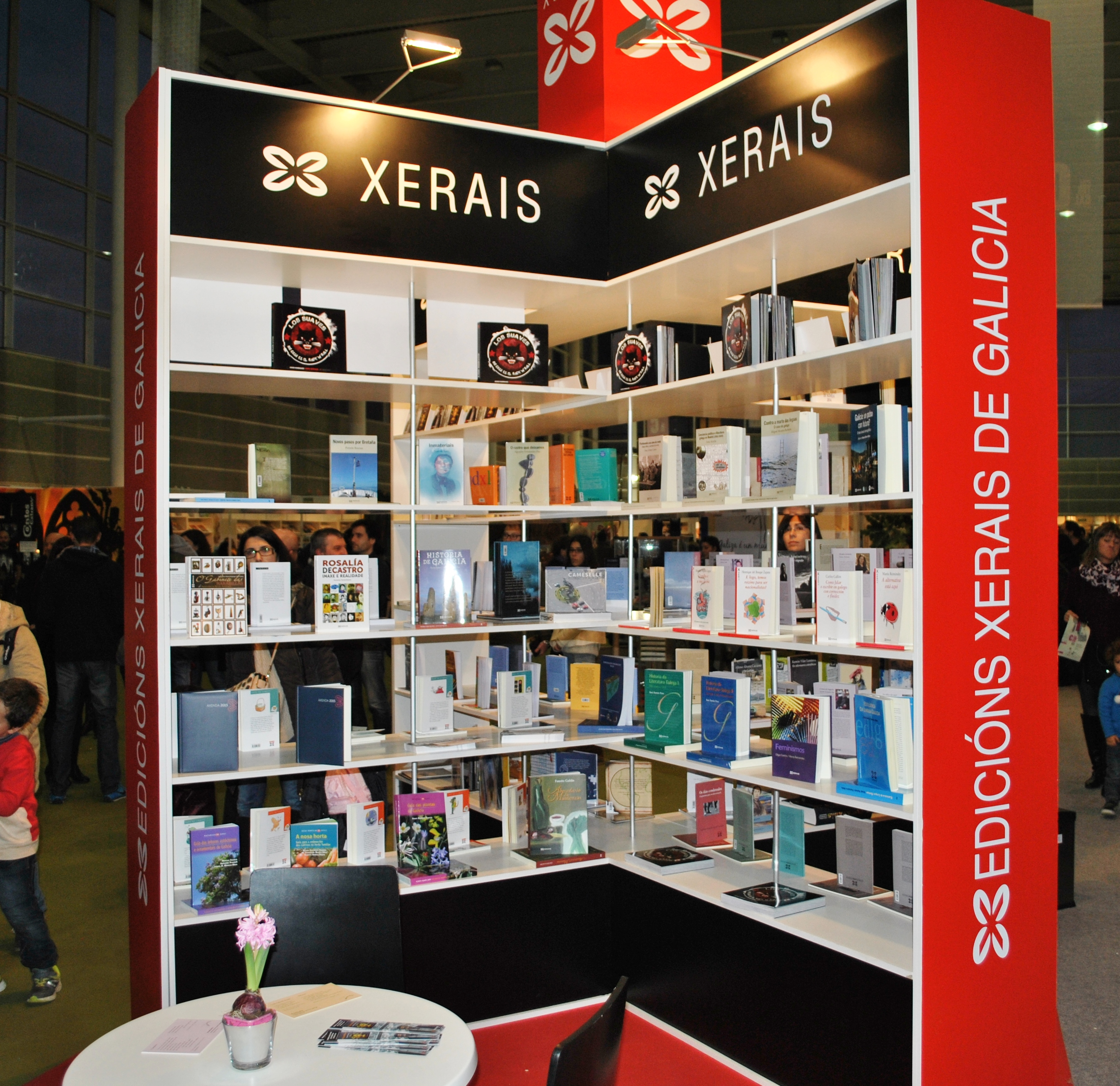
Editora Xerais na Culturgal 2014.

A Feira das Indústrias Culturais é organizada pela associação sem fins lucrativos com o mesmo nome, presidida por Manuel Bragado e criada em 2010. Fazem parte da Culturgal as associações profissionais:
- Associação Galega de Editores (AGE)
- Associação Galega de Empresas de Artes Cénicas (Escena Galega)
- Associação Galega de Empresas Musicais (AGEM)
- Empresas Galegas Dedicadas à Internet e às Novas Tecnologias (Eganet)
- Sociedade Galega Associação dos Produtores Independentes (Agapi).

A Feira conta com o patrocínio da Xunta da Galiza, através da AGADIC (Agência Galega de Indústrias Culturais), da Secretaria Geral de Política Linguística e do Concelho de Pontevedra.
Em 2010, juntou-se ao projeto 'NóComum' até 2013. Este coletivo de profissionais da comunicação e da cultura organizou duas das edições: a de 2011 e a de 2012.

## Edições

### Cultural 2007
A Associação Galega de Editores lançou a Culturgal, Feira do Livro e da Indústria Cultural, no Paço da Cultura de Pontevedra, de 10 a 13 de maio, com o objetivo de partilhar com os participantes a oferta cultural produzida na Galiza na perspectiva de todos os setores envolvidos na indústria cultural: autores, tradutores, designers, técnicos culturais, bibliotecários, ilustradores e cartunistas, produtores, roteiristas, fotógrafos...

Durante os quatro dias de feira foram exibidos 40 filmes, realizados 15 eventos onde os autores autografaram os seus livros, 15 concertos, cinco exposições, igual número de workshops e outras tantas mesas redondas, além da apresentação de oito álbuns.

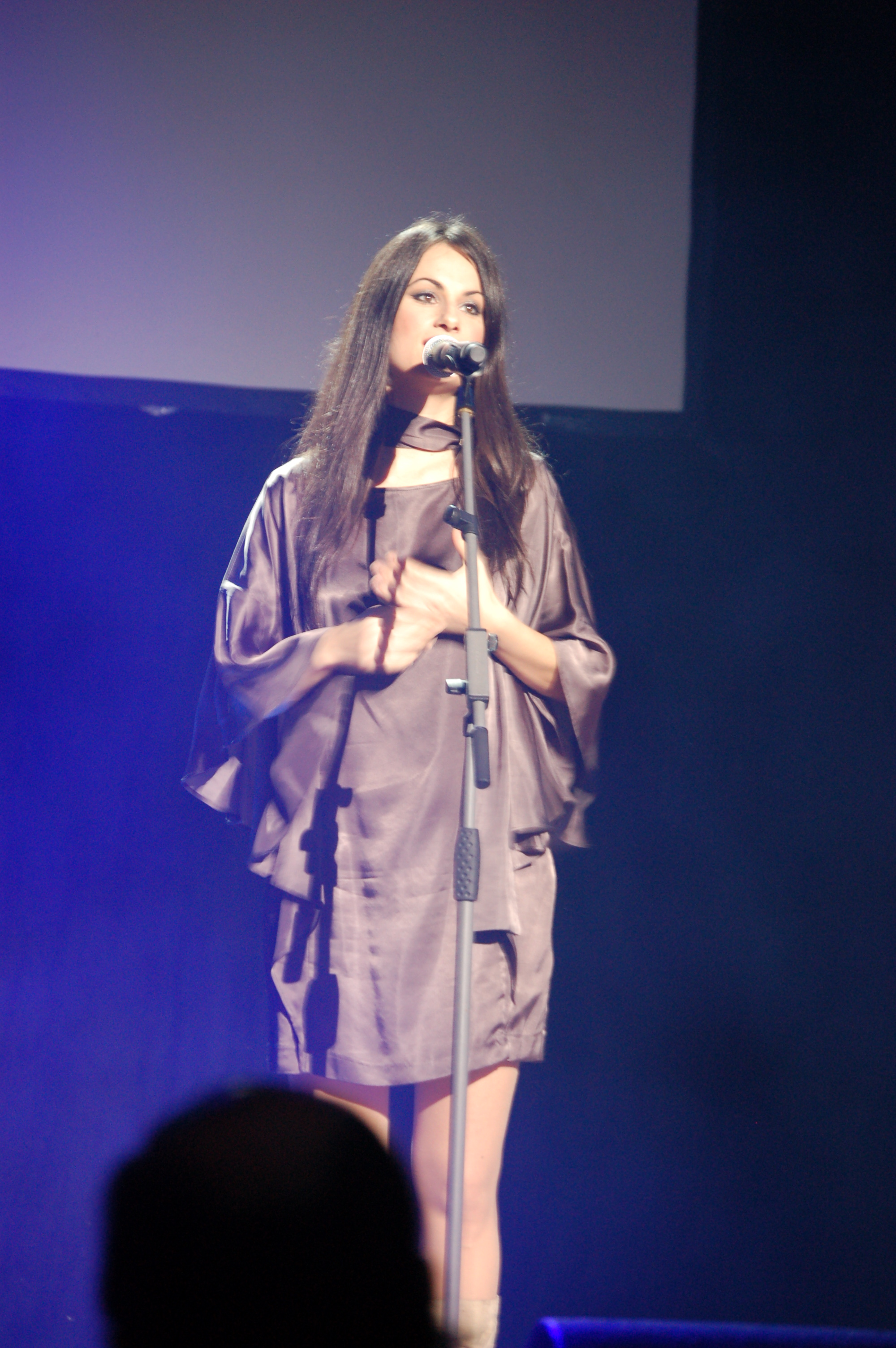
Yolanda Castaño recitando na Corunha na Culturgal 2008.

### Cultural 2008
Este ano, a Culturgal realizou-se de 4 a 7 de dezembro no Palacio de Exposicións e Congresos Palexco na Corunha devido a problemas financeiros e de espaço. Esta segunda edição teve como objetivo aumentar a presença do público profissional e a sua participação em todas as áreas culturais. Ao mesmo tempo, a feira serviu para analisar o setor e o estado atual das empresas produtoras em encontros entre especialistas e profissionais. A Culturgal acolheu a II Conferência das Indústrias Musicais da Galiza e a Conferência Profissional de Edição de Livros. Finalmente, foi apresentada oficialmente a Associação Profissional de Gestores Culturais da Galiza.

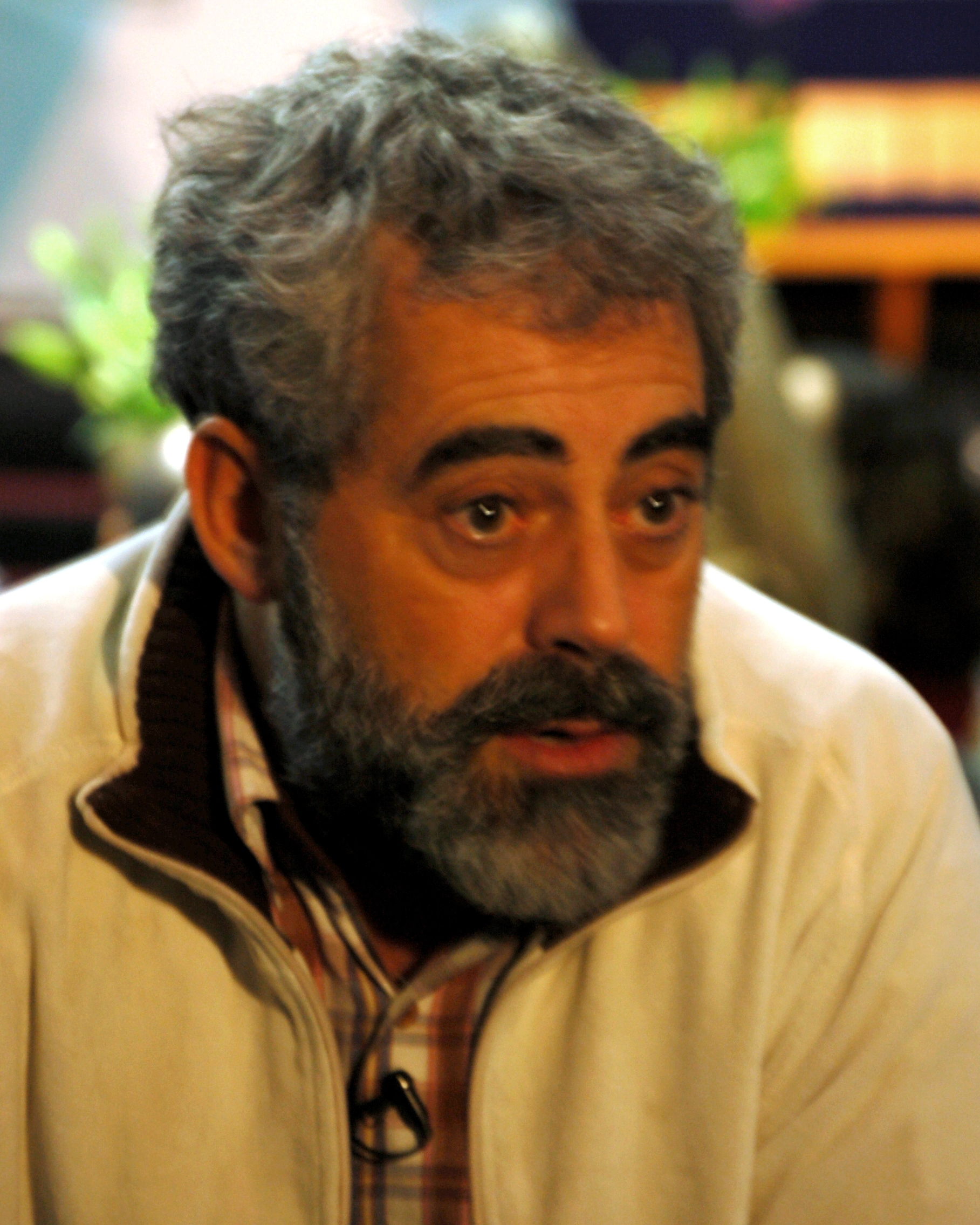
O ator Carlos Blanco Vila, na Culturgal 2010.

### Cultural 2010
“Se é cultura, está na Culturgal 2010”, assim foi apresentada a terceira edição que decorreu em Pontevedra nos dias 26, 27 e 28 de novembro. A Feira pretendeu ser um instrumento de promoção da língua galega através da direcção geral da Política Linguística bem como de troca de experiências em diferentes disciplinas com os países lusófonos, como demonstra a actuação de Deolinda, Érika Machado e Kiko Klaus.

### Cultural 2011
A seguinte abrangeu os dias 2, 3 e 4 de dezembro em Pontevedra com o emblema “A Casa da Cultura Galega”. Teve cerca de 24 apresentações musicais ao vivo, mais de 20 peças teatrais, mais de 30 atividades relacionadas ao mundo do livro, e diversas apresentações de projetos tecnológicos.
Além disso, apresentou como novidades a Loja Culturgal, as “Noites Culturgal”, programação noturna que decorreu em espaços únicos da cidade de Pontevedra e no Teatro Principal, e o Off Culturgal (sessão de apresentação em formato Pecha Kucha: 20 imagens, cada uma das quais com a duração de 20 segundos onde foram apresentadas as propostas de novos criadores galegos na área do design, arquitectura, gastronomia ou fotografia).

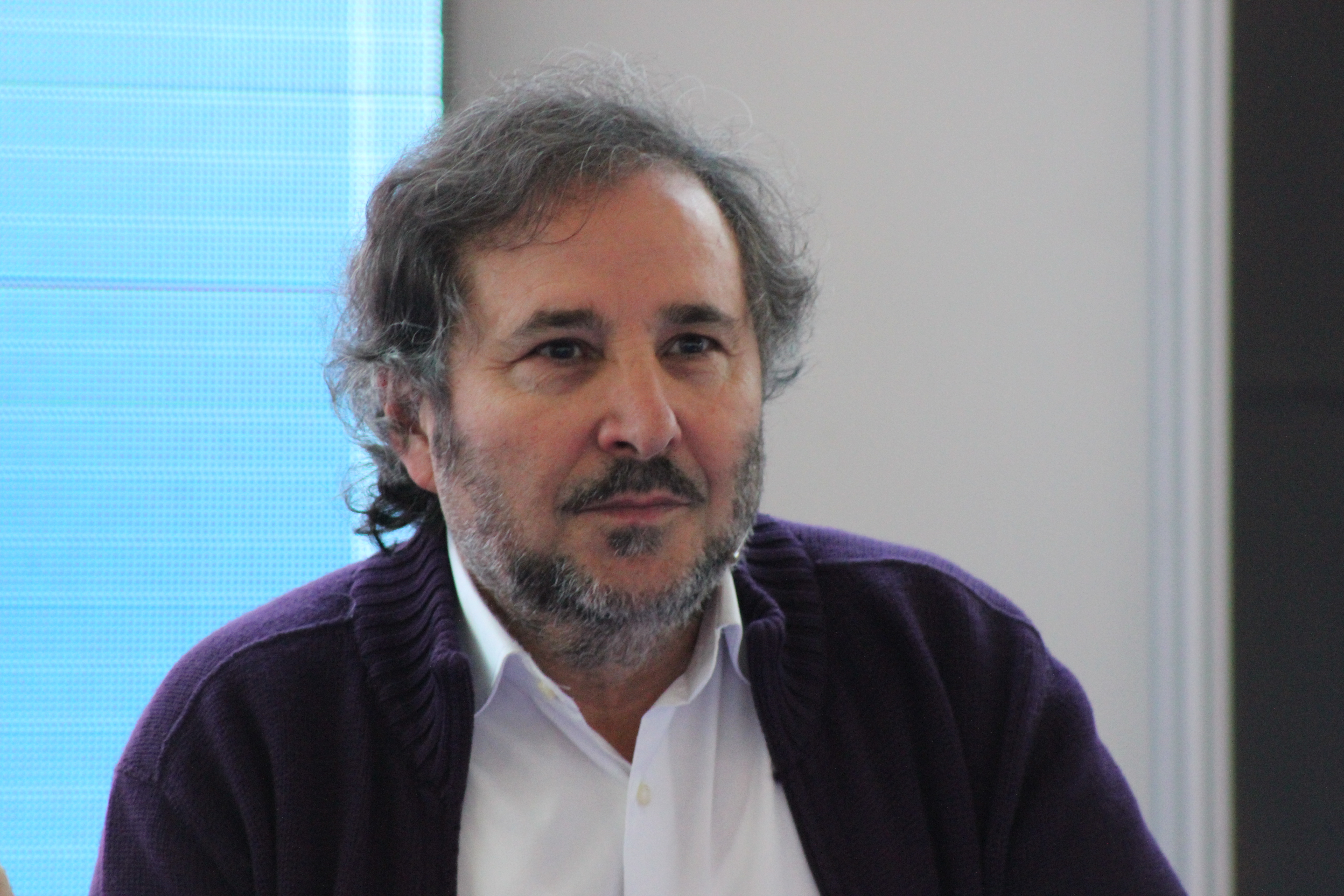
Ignácio Vilar na Culturgal 2012.

### Cultural 2012
A quinta edição da Culturgal decorreu em Pontevedra de 30 de novembro a 2 de dezembro com o lema “ A Casa da Cultura é a tua casa, tu tens a chave ” . Contou com a participação de 70 entidades e 140 atividades (mais dez que em 2011). A principal novidade foi a programação familiar dedicada especialmente aos mais pequenos.
No programa em geral destacaram-se as conversas com Ignacio Escolar, Xosé Monteagudo e Rexina Vega, o encontro com o ator Luís Tosar e a leitura por Manuel Rivas de um fragmento do seu último romance, As voces baixas. Destacou-se também a apresentação da obra completa e a Associação de Roberto Vidal Bolaño com o propósito de dedicar o Dia das Letras Galegas à figura do dramaturgo em 2013.

### Cultural 2013
Com o lema “Ti contas no Culturgal” realizou-se durante os dias 29, 30 de Novembro e 1 de Dezembro em Pontevedra, a VI Feira das Indústrias Culturais.
Na programação houve apresentações de livros, discos, música ao vivo, novos formatos audiovisuais, produtos tecnológicos e atividades para o público familiar. Incluiu um total de 151 atividades dentro da programação geral, além de duas exposições permanentes organizadas pelo recinto de feiras Pazo da Cultura. O Amais a Feira abrangeu uma programação profissional, com uma programação dirigida, por um lado, aos professores, e por outro, aos diferentes agentes que operam no setor cultural. O programa de 2013 incorporou temas e iniciativas emergentes no mundo cultural como cooperativas, novos mecenas e formas de financiamento e propostas do meio rural.
Além disso, foram incorporadas novidades como o stand móvel, que consistia em um espaço compartilhado e polivalente. Além disso, foi lançado o Prémio do Público com o objetivo, através de votação popular através do site da Culturgal, reconhecer projetos relevantes para a sociedade e relacionados com a cultura galega. Os finalistas do prémio foram o 'Festival de Cans', a Associação Punto.gal e o Salão do Livro Infantil e Juvenil de Pontevedra, este último vencedor do prémio. Por fim, foi montada uma marquise exterior para música ao vivo e houve ainda a possibilidade de pagar uma entrada de três euros através da aquisição de uma placa.

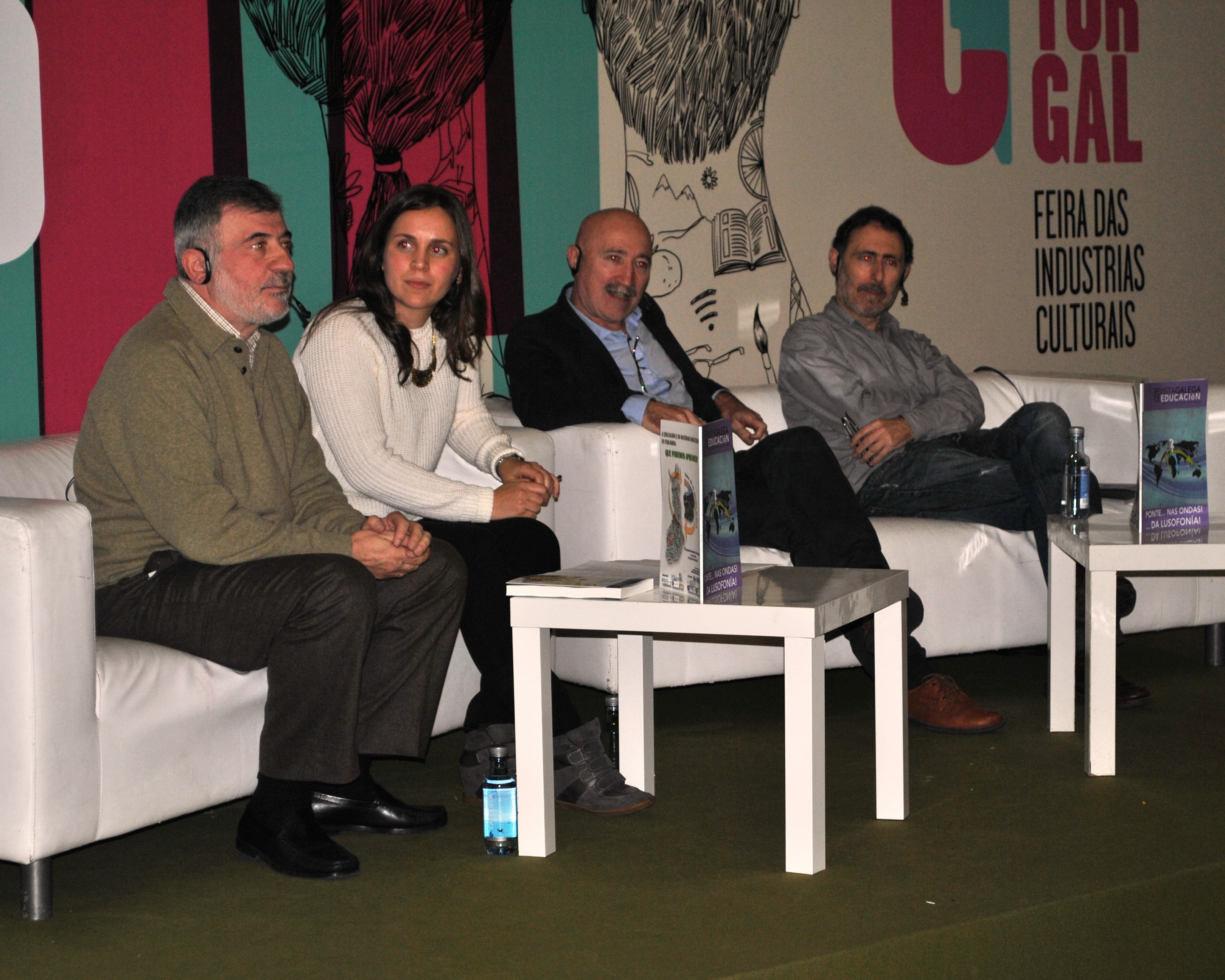
Antón Costa Rico, Rocío Pereira, Santi Veloso e Gerardo Feijó Rapela na Culturgal 2014.

### Cultural 2014
A sétima edição da Culturgal decorreu nos dias 5, 6 e 7 de dezembro sob o lema “Constrúe Culturgal” com novidades como a incorporação da gastronomia, a criação de uma entrada paga para o público em geral, um Espaço Baby destinado a idades entre os 0 e 3 anos e atividades relacionadas à arte contemporânea. Além disso, a Culturgal 2014 ofereceu a possibilidade de conhecer a Feira através de visitas guiadas em língua gestual.
No Espaço Infantil, foram realizadas atividades ligadas à música (O Gatuxo de Maxín Blanco), que terá maior presença no Espaço Carpa, à arte (Um artista na escola) e, principalmente, à literatura (Estação de Natal da Mamá Cabra), com espaço próprio.

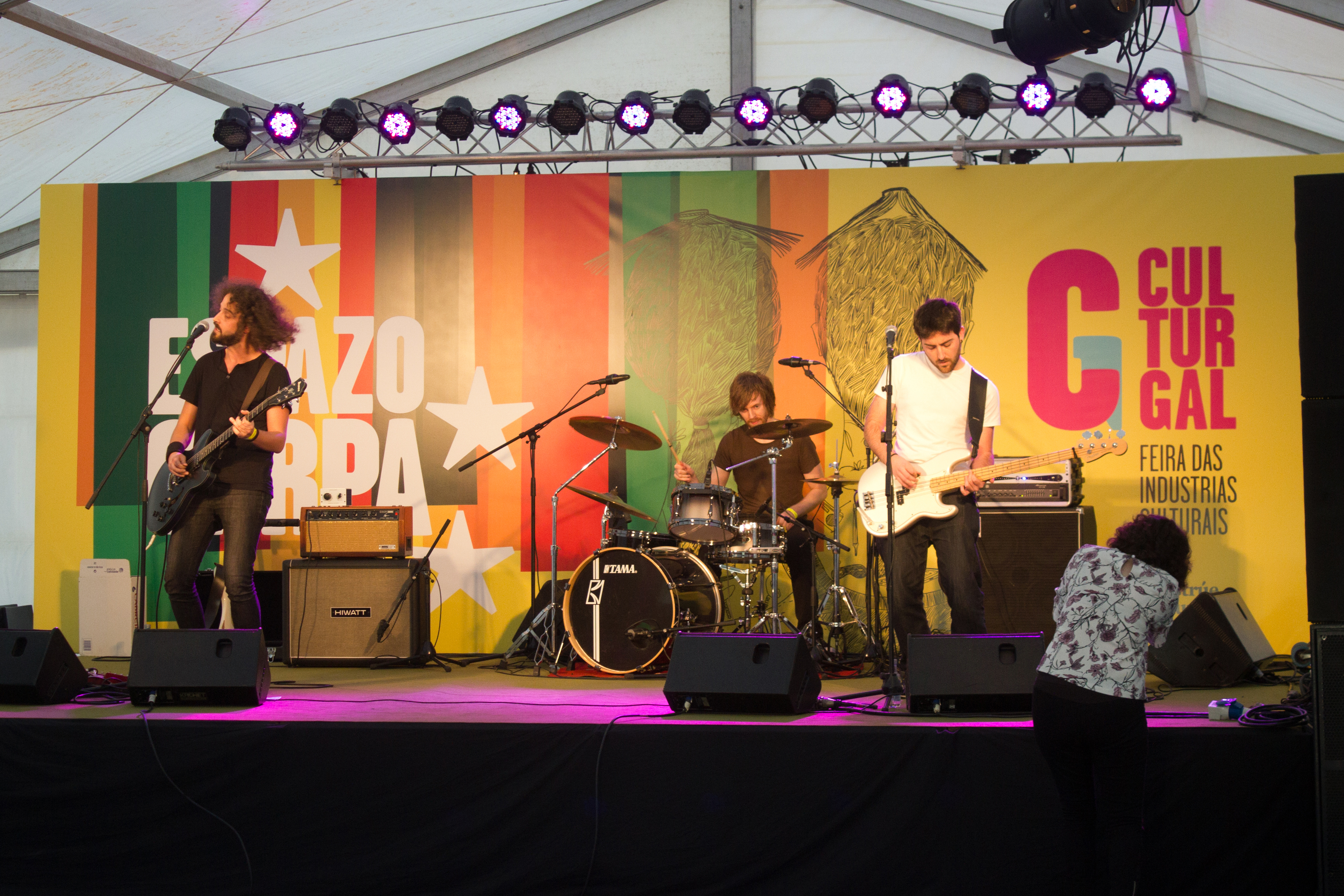
A banda galega Arrythmia na Culturgal 2014.

O Espazo Foro acolheu a apresentação de .gal, bem como gastronomia (em torno das cervejas artesanais), moda, literatura (encontro com o autor e ilustrador da série Formig4s) e tecnologia.
No que diz respeito ao Espaço Bebê, destacam-se o teatro e a leitura. Por fim, nos restantes espaços (Área de Restauração, Sala de Assembleias, Auditório Pazo da Cultura e Sala de Exposições) predominaram as atividades anteriores juntamente com colóquios e apresentações de livros.
O período de reserva de stands para a Culturgal 2014 esteve aberto por um período de quase cinco meses. Vencido o prazo, 64 foram contratadas e 68 entidades expositoras fizeram uso delas. Destaca a incorporação do artesanato na Feira com 8 expositores; relacionadas ao livro foram 19, 13 ligadas ao teatro e à área infantil, 8 ao audiovisual e tecnologia, 3 à música e 7 de caráter institucional.

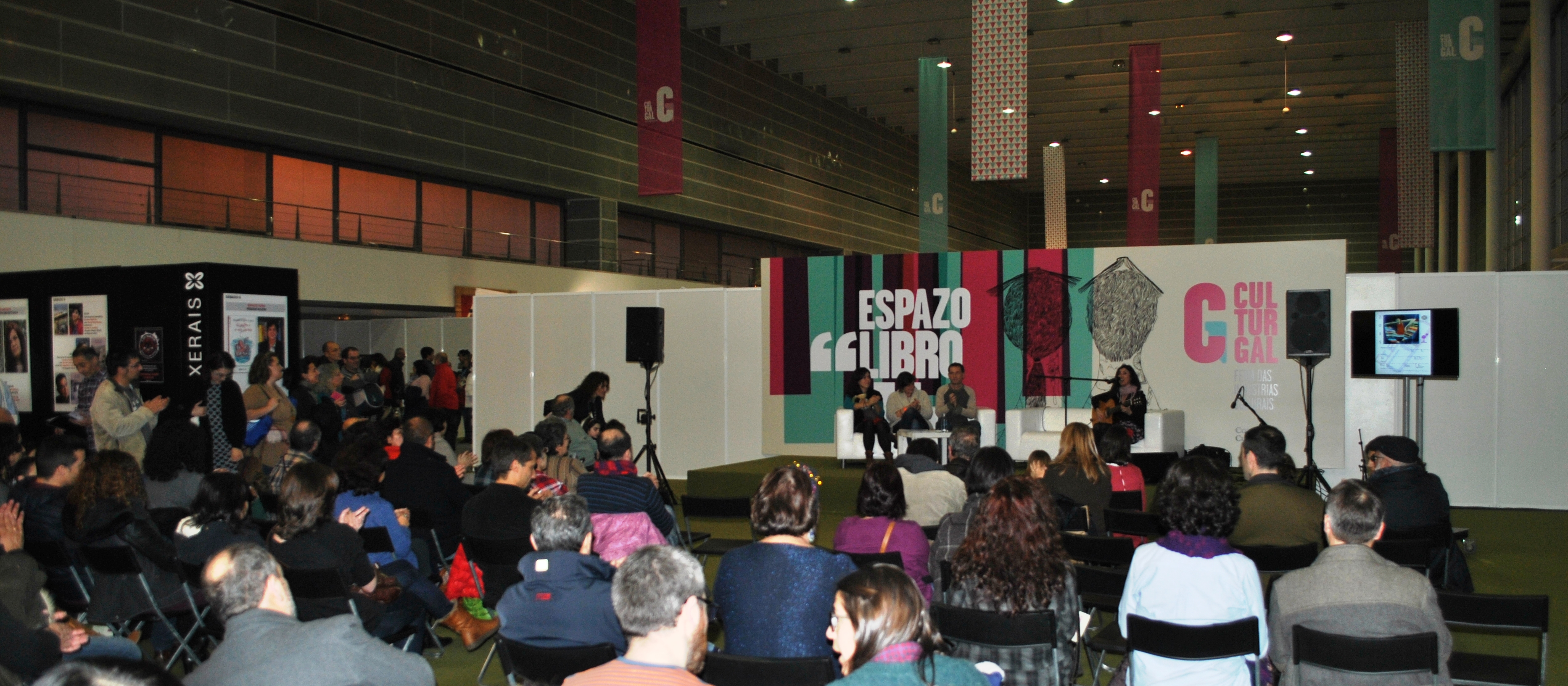
Espaço Livro na Culturgal 2014.

Cineuropa, Viñetas desde o Atlántico e Diario Cultural (dirigido pela poetisa e jornalista Ana Romaní) concorreram ao Prémio do Público deste ano, sendo este último o vencedor.
Por fim, esta edição culminou com a publicação da memória da Culturgal Feira das Industrias Culturais 2014. Um balanço que inclui a metodologia de trabalho da organização da Feira, as principais chaves de acção, as notícias e, claro, os números da Culturgal. Números de despesas e receitas que demonstram como aumenta o peso de novas formas de financiamento como a venda de bilhetes e patrocínios.

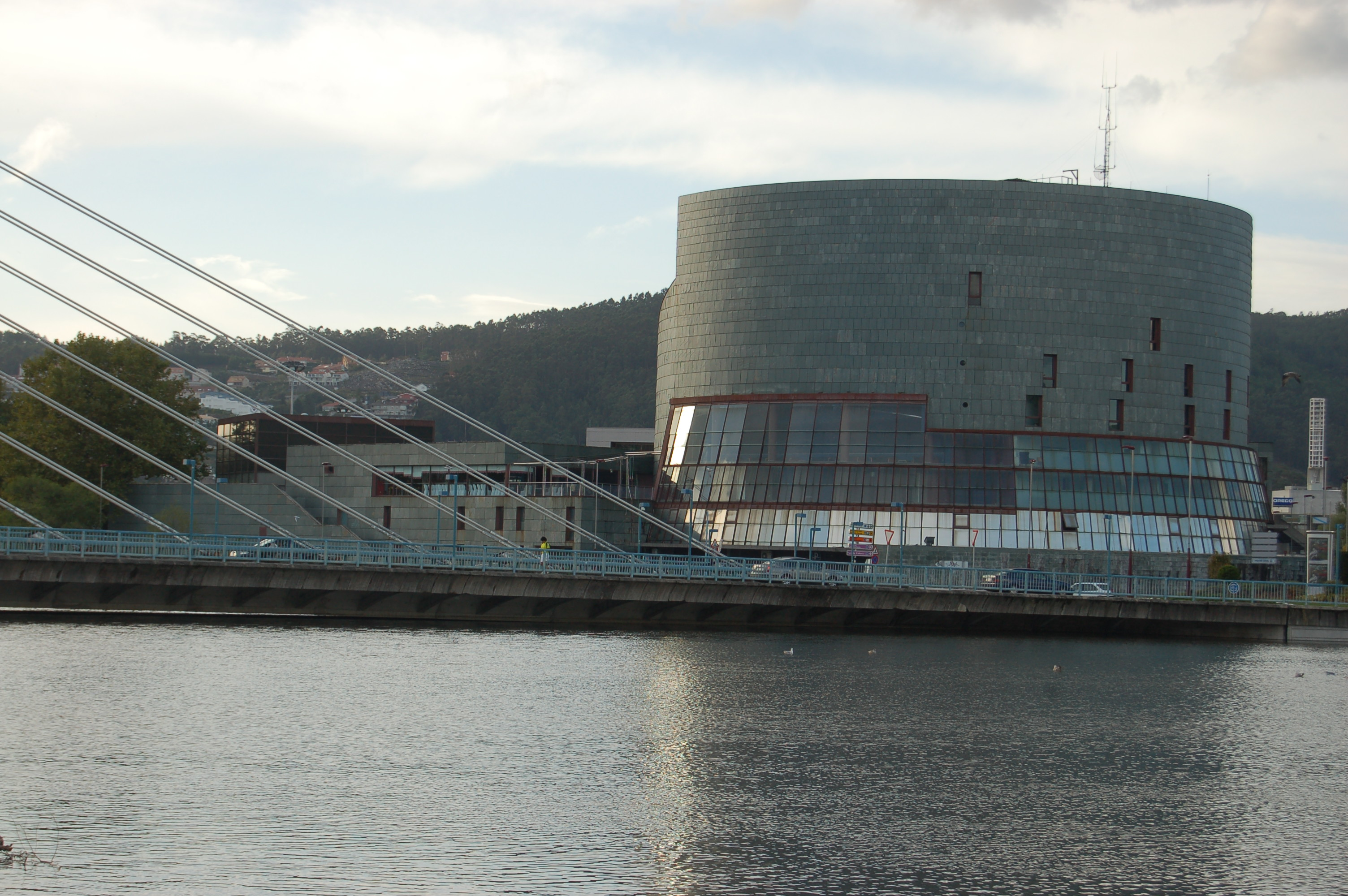
Palácio da Cultura de Pontevedra.

### Cultural 2015
Os estandes e as propostas da programação oficial começaram a ser apresentados a partir do final da primavera, e as reservas foram concluídas dois meses antes do evento.
A oitava edição da Culturgal realizou-se nos dias 4, 5 e 6 de dezembro de 2015 em Pontevedra. Contou com expositores editoriais, diversas performances e espaços de encontro com representantes do setor audiovisual galego.

### Cultural 2016
Nesta nona edição realizaram-se uma grande variedade de apresentações de livros, música ao vivo com artistas galegos e um vasto leque de exposições de arte.
Realizaram-se também um conjunto de mesas redondas e conferências que abordaram temas relevantes para o setor cultural, consolidando a feira como um importante ponto de encontro de profissionais e do público em geral.
Além disso, houve um vasto leque de atividades para meninos e meninas, incluindo animações, incluindo as mascotes Bochechas, contadores de histórias e oficinas de artesanato, com um preço de entrada de 2€ por dia. Entre os expositores estavam a CRTVG e diversos órgãos públicos.

### Cultural 2017
A décima edição foi composta por estandes e propostas de programação que ficaram reservadas até outubro, e aconteceu de 1 a 3 de dezembro. Incluiu informação sobre novas tecnologias e digitalização na cultura, e teve especial enfoque na arte contemporânea, incluindo um espaço específico para tal, procurando fazer do evento também um local de troca e compra e venda de obras artísticas. 

### Cultural 2018
Centrou-se na expansão do evento como referência não só para Pontevedra, mas para todo o país galego, a nível artístico, cultural, literário, teatral, etc. tanto na quantidade e origem das visitas, como na qualidade da programação proposta. Para isso foram habilitados pela primeira vez autocarros em diversas cidades como Lugo, Ferrol, Corunha e Santiago, e embora não estivessem lotados, o saldo foi muito positivo segundo os organizadores; Nos três dias do evento, durante o primeiro fim de semana de dezembro, cerca de catorze mil e quinhentas pessoas entraram no Paço da Cultura de Pontevedra para desfrutar de uma programação que, entre as atividades da feira e dos stands, somou quase duzentas propostas", segundo o director Xosé Aldea Entre os eventos programados estavam o concerto de regresso de Carlos Núñez a Pontevedra e a entrega do Prémio do Público Cultural à Fundação Rosalía de Castro.

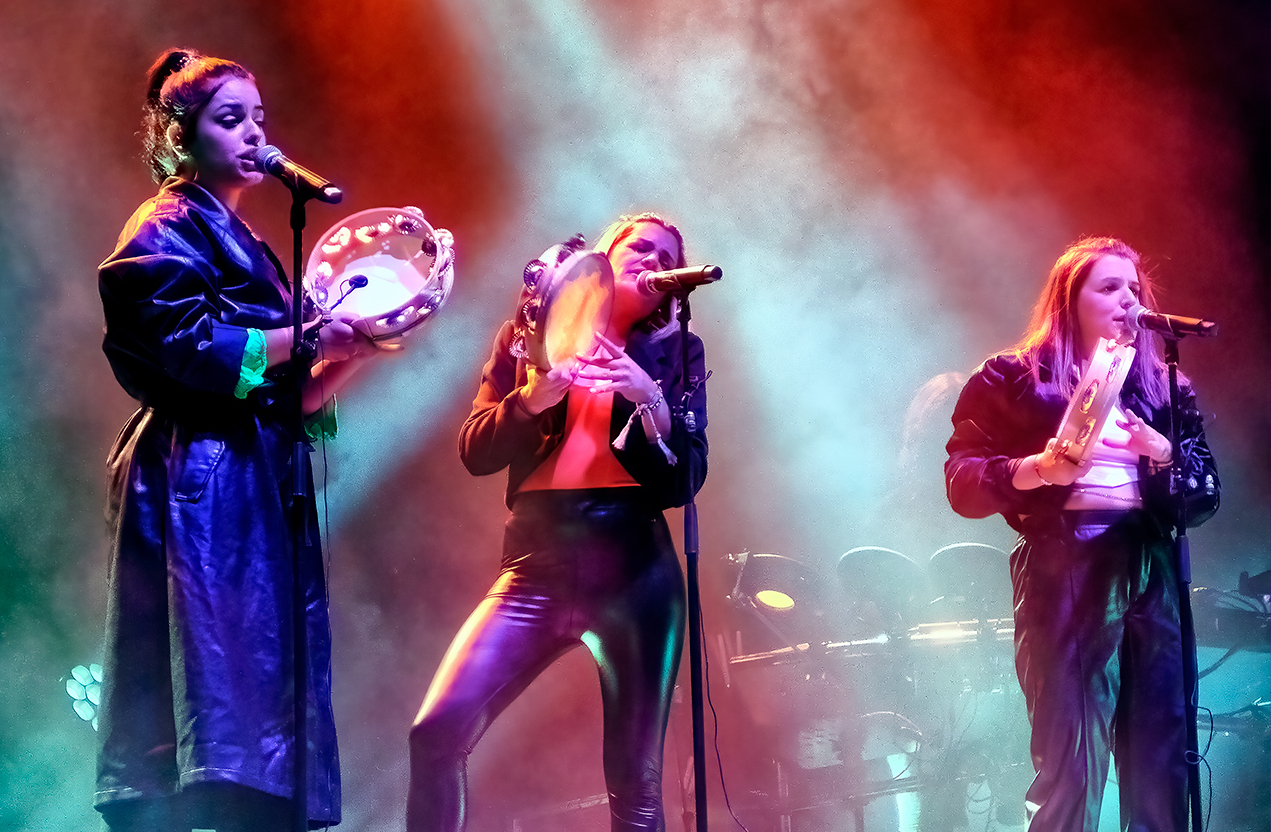
As Tanxugueiras, participantes em 2019, na décima segunda edição.

### Cultural 2019
Combinou espetáculos ao vivo, lançamento de livros, debates sobre o futuro da cultura na Galiza, exposições de arte, teatro, concertos, incluindo a atuação das Tanxugueiras, e o evento “Ciência na Feira”. O CSIC Galiza trouxe à Culturgal a VI Campanha de Recolha de Dentes do Ratinho Pérez do Grupo de Antropologia Dentária do Centro Nacional de Investigação em Evolução Humana de Burgos, no âmbito de um projecto de investigação para estudar a variabilidade dentária da população, e incluiu o workshop “Dentes Saudáveis”, em colaboração com o Ciclo Superior de Higiene Bucal do IES Manuel Antonio de Vigo, e “Dentes e mandíbulas de animais marinhos”. 

### Cultural 2020
A 13ª edição ficou marcada pela pandemia da COVID-19, tal como aconteceu com muitos outros eventos culturais pelo país e pelo mundo enteiro. Durante este período, muitas instituições e eventos culturais tiveram que se adaptar à nova realidade, cancelando ou adiando as suas atividades previstas. A aposta nas opções digitais foi uma tendência generalizada no setor cultural, sendo que na Culturgal a maioria dos espetáculos podiam ser acompanhados através da página Cultur.gal e do YouTube, incluindo os concertos de Susana Seivane, Luar na Lubre etc.

### Cultural 2021
A décima quarta edição da Culturgal decorreu de 26 a 28 de novembro sob o lema “A cultura que toca”. Mesmo em pandemia, o evento de 2021 voltou a ter presença com medidas preventivas. 80% dos estandes foram reservados durante o verão, e o evento foi realizado com 119 barracas e mais de 100 atividades em torno de literatura, música, cinema, artes cênicas, infância, etc. O evento foi descrito como uma oportunidade de “reencontro” e centrou-se em propostas relacionadas com acessibilidade, igualdade de género e sustentabilidade.
As atividades incluíram encontros profissionais, música ao vivo, exposições e um enfoque especial nas artes performativas e na literatura galega. Foi apresentada a digressão da peça Fariña e lançada a Culturgal TV, canal para transmitir as actividades “também aos galegos da diáspora".

### Cultura 2022
Realizada de 24 a 27 de novembro, esta edição decorreu “desconfinada”, com a maioria da população vacinada e com a maior parte das severas restrições devido à pandemia já levantadas. Foi o primeiro dirigido por Eva Alonso, e introduziu mudanças na disposição dos espaços dentro do Recinto de Feiras, oferecendo áreas dedicadas tanto à venda direta como espaços para profissionais do setor. O evento contou com um amplo leque de atividades e uma forte presença do setor editorial galego. Além disso, realizou-se uma exposição e um evento comemorativo dos seus 15 anos sob o lema “15 anos com os fios da cultura”. 

### Cultural 2023
A Culturgal 2023 foi a primeira sem qualquer tipo de recomendação especial devido à COVID-19, com números próximos dos anteriores à pandemia, ultrapassando os 10.000 visitantes. O evento foi apresentado em Vigo por Camilo Franco, novo diretor da Culturgal, e incluiu um vasto leque de atividades que abrangeram música, literatura, artes performativas e multimédia, incluindo uma mostra de videojogos do MUVI, Museu dos Videojogos de Cangas. As atividades incluíram a Culturgal Expandida em Vigo, com apresentações musicais, entrevistas e recitais de poesia.